# Adriano de Micheli
Adriano de Micheli (ur. 20 czerwca 1975 roku w Genui) – włoski kierowca wyścigowy.

## Kariera
De Micheli rozpoczął karierę w międzynarodowych wyścigach samochodowych w 2001 roku od startów w Italian Super Production Car Championship, gdzie jednak nie zdobywał punktów. Trzy lata później był już mistrzem tej serii. W późniejszych latach Włoch pojawiał się także w stawce European Touring Car Championship, Italian Super Touring Car Championship oraz World Touring Car Championship.
W World Touring Car Championship Włoch wystartował w piętnastu wyścigach sezonu 2005 z włoską ekipą JAS Motorsport. Jednak nigdy nie zdobywał punktów. Podczas pierwszego wyścigu hiszpańskiej rundy uplasował się na jedenastej pozycji, co było jego najlepszym wynikiem w mistrzostwach.